# Renié
Renié Conley, coneguda artísticament amb el nom de Renié, (Republic, Estats Units 1901 - Los Angeles 1992) fou una dissenyadora de vestuari estatunidenca.

## Biografia
Va néixer el 31 de juliol de 1901 a la població de Republic, situada a l'Estat de Washington (Estats Units). Es casà amb l'actor Truman Van Dyke i amb Leland Hawes, i tingué un fill amb cadascun d'ells.
Morí el 12 de juny de 1992 a la seva residència de la ciutat de Los Angeles (Califòrnia).

## Carrera artística
Després de desenvolupar els seus estudis al Chouinard Art Institute i a la Universitat de Califòrnia a Los Angeles inicià la seva carrera treballant a la Paramount Pictures, posteriorment a la RKO i a la 20th Century Fox. Al llarg de la seva carrera fou nominada cinc vegades al Premi Oscar al millor vestuari, i aconseguí guanyar-lo per les seves creacions a la pel·lícula Cleòpatra.
Fou una de les fundadores del "Costume Designers Guild" l'any 1953.

## Premis i nominacions

### Premis Oscar
| Any  | Categoria                       | Pel·lícula                                                      | Resultat  |
| ---- | ------------------------------- | --------------------------------------------------------------- | --------- |
| 1951 | Millor vestuari - Blanc i negre | The Model and the Marriage Broker juntament amb Charles LeMaire | Nominat   |
| 1953 | Millor vestuari - Blanc i negre | The President's Lady juntament amb Charles LeMaire              | Nominat   |
| 1959 | Millor vestuari - Color         | The Big Fisherman                                               | Nominat   |
| 1963 | Millor vestuari - Color         | Cleòpatra juntament amb Irene Sharaff i Vittorio Nino Novarese  | Guanyador |
| 1978 | Millor vestuari                 | Caravans                                                        | Nominat   |